# Абубакар Шекау
Абубакар Шекау, псевдонім "Darul Tawheed " («Оселя монотеїзму»), (*Нігер  ) — нігерійський терорист. Після смерті у 2009 році Мохамеда Юсуфа був керівником (еміром) «Боко харам».
Шекау став лідером угрупування «Боко харам» після вбивства нігерійською владою її засновника Мухаммада Юсуфа у 2009 році. Під його керівництвом бойовики стали діяти набагато жорстокіше, що призвело до смерті близько 10 000 чоловік. У 2012 році США визнали Абубакара одним з найнебезпечніших терористів і в червні 2013 року оголосили за нього нагороду в розмірі 7 млн доларів.
2009 року Шекау був поранений у ногу під час зіткнення з нігерійськими силами безпеки. Після оголошення про його смерть, він збільшив число нападів. За його наказом у квітні 2014 року було викрадено більше 200 школярок, після чого він заявив:
|  | Я кажу всім вам: я захопив дівчат. Дівчата повинні виходити заміж. Ми проти західної освіти, я кажу: зупиніть західну освіту, вони повинні її облишити, жінки повинні виходити заміж. Я повторюю, я викрав дівчат і я їх буду продавати на ринку, клянусь Аллахом. |

## Смерть
20 травня 2021 року на півночі Нігерії бойовики «Західноафриканської провінції Ісламської держави» атакували загони «Боко харам». «Ісламська держава» бажала усунути конкурентів та об'єднати ісламістські сили в Західній Африці. Абубакару Шекау запропонували приєднатися до «Ісламської держави», але він відмовився, і, щоб уникнути полону, підірвав себе.